# باتريك وارد
باتريك وارد (بالإنجليزية: Patrick Ward)‏ هو مصور بريطاني، ولد في 1937.